# Кампо Володимир Михайлович
Володимир Михайлович Кампо (*16 вересня 1948, Мукачеве, Закарпатська область) — український юрист, суддя Конституційного Суду України.
Народився в робітничій родині.
Трудову діяльність розпочав у 1965 році працівником торгівлі.
У 1967 році вступив на юридичний факультет Львівського державного університету імені І.Франка.
З 1972 року по 1975 рік — аспірант Львівського державного університету імені І.Франка та Московського державного університету ім. М. Ломоносова.
У 1975—1992 роках працював асистентом, доцентом, завідувачем кафедри юридичного факультету Львівського державного університету імені І.Франка.
В 1992 році указом Президента був призначений міністром юстиції, але через порушення процедури призначення дію указу було припинено.
У 1992—1995 роках обіймав посади першого заступника Голови колегії з питань правової політики Державної думи України, помічника, заступника Міністра культури України, заступника голови Спілки юристів України, заступника завідувача секретаріату Комісії Верховної Ради України з питань правової політики і судово-правової реформи.
У 1996—2006 роках — завідувач кафедр правознавчих дисциплін Київського державного інституту культури, Українського центру правничих студій при Київському національному університеті імені Т. Шевченка та Академії муніципального управління.
У листопаді 2005 року Президентом України призначений суддею Конституційного Суду України. Присягу склав 4 серпня 2006 року.
Кандидат юридичних наук, доцент.
Спеціаліст у галузі конституційного, адміністративного, муніципального та підприємницького права. Автор понад 300 публікацій, у тому числі чотирьох монографій (у співавторстві та окремі розділи), більше 20 навчальних посібників і брошур. Брав участь у підготовці проєктів Конституції України (1992-93 рр.) та близько 50 законопроєктів.
Указом Президента України від 22.06.2007 року присвоєно почесне звання Заслужений юрист України.
Указом Президента України від 15.09.2008 року нагороджено орденом «За заслуги» ІІІ ступеня.

## Суддівська діяльність
30 вересня 2010 року Кампо Володимир Михайлович голосував за скасування неконституційного закону № 2222 від 8 грудня 2004 року, оскільки Рішенням від 26 червня 2008 року Конституційний Суд України відновив своє конституційне право контролю за додержанням процедури внесення змін до Конституції України. Питання про відновлення дії Конституції України в редакції 1996 року після прийняття Рішення від 30 вересня 2010 року у справі про дотримання процедури внесення змін до Конституції законом від 8 грудня 2004 року повинно було вирішуватись парламентом відповідно до судової доктрини установчої влади. Суд з даного приводу зробив відповідне юридичне припущення, яке було неоднозначно сприйнято. У постанові від 6 жовтня 2010 року парламент повинен був відновити дію Конституції у редакції 1996 року, але цього не зробив через певні політичні міркування. Відтак зазначене припущення стало фігурувати як остаточне рішення Конституційного Суду України[джерело?].